# La Bouche de Jean-Pierre
Pour plus de détails, voir Fiche technique et Distribution.
La Bouche de Jean-Pierre est un film français de Lucile Hadzihalilovic sorti en 1996.

## Synopsis
Mimi est une petite fille dont la mère tente de se suicider. Sa tante l'héberge alors. Mais Mimi est marquée par l'arrivée de Jean-Pierre, le fiancé de sa tante, jusqu'à en perdre le sommeil.

## Fiche technique
- Titre original : La Bouche de Jean-Pierre
- Réalisation, scénario et montage : Lucile Hadzihalilovic
- Photographie : Gaspar Noé
- Musique originale : Loic Da Silva, Philippe Mallier, John Milko, François Roy
- Création des décors : William Abello
- Société de production : Les Cinémas de la zone
- Format : couleur — 16 mm[1],[2],[3] — 2,35:1
- Genre : drame
- Durée : 52 minutes
- Dates de sortie :
  - France : mai 1996 (Festival de Cannes) ; 9 avril 1997 (sortie nationale)

## Distribution
- Denise Aron-Schropfer : Solange
- Sandra Sammartino : Mimi
- Michel Trillot : Jean-Pierre

## Production
En référence à la scène du salon, Sandra Sammartino a déclaré: «Personne ne m’a jamais parlé brutalement en me disant «c’est une scène d’attouchement, tu es face à un pédophile ça va être dur » ! C’est pourquoi je n’ai pas eu d’appréhension, une certaine gêne c’est sûr mais (je me répète) pour moi tout cela n’était qu’un jeu !! Je prenais beaucoup de plaisir sur le tournage et je m’entendais très bien avec Michel, j’ai su faire la distinction entre lui et Jean Pierre… Mais je me rappelle m’être dit, « Il est vraiment con ce Jean Pierre, pourquoi il fait ça ? ! » car dans mon jeune esprit ce genre de personnage n’existait pas dans la réalité. J’aurais sûrement eu plus de mal si j’avais été en âge de comprendre ce que je tournais.» 

## Distinctions
- Lutins du court métrage 1998 : Lutin du meilleur film et Lutin de la meilleure réalisation[5]